# Artist (Zeitschrift)
Artist (Eigenschreibweise artist, ursprünglich artᴉst) war ein Magazin für zeitgenössische Kunst. Die erste Ausgabe „Nr. 1“ erschien im dritten Quartal des Jahres 1989. Bis zur Einstellung des Magazins mit der Nr. 136 im Herbst 2023  erschienen vier Ausgaben jährlich mit aktuellen Ausstellungsberichten, Interviews, Porträts, Essays und Polemiken.
Eine Besonderheit von Artist war, dass in jeder Ausgabe sechs Seiten typografisch von jeweils einem anderen Künstler gestaltet wurden, wobei einmal inhaltliche, einmal grafische Schwerpunkte gesetzt wurden. Außerdem erhielten Abonnenten eine sogenannte Künstlerbeilage beziehungsweise Edition, die als Sammelobjekt konzipiert war.
Gegründet wurde das artist Kunstmagazin von Designer Ernst Purk mit seiner Agentur banane Design. 2016 übernahmen Florian Silbermann und Ulrich Krüger den Verlag als Herausgeber mit der raumzeitmedia Design & Marketing GmbH. Im Jahr 2023 ging der Verlag dann an die plan B Werbeagentur GmbH. Langjähriger Chefredakteur war Joachim Kreibohm. Artist wurde über den Fachbuchhandel und Bahnhofsbuchhandlungen vertrieben.